# Tiếng Tagalog
Tiếng Tagalog (phát âm tiếng Tagalog: [tɐˈɡaːloɡ]) là một ngôn ngữ Nam Đảo, đây là tiếng mẹ đẻ của một phần tư dân số Philippines và là ngôn ngữ thứ hai của đa số phần còn lại. Dạng chuẩn hóa của tiếng Tagalog, có tên tiếng Filipino, là ngôn ngữ chính thức của Phillipines, cùng với tiếng Anh.
Nó là một ngôn ngữ Philippine, và do đó có quan hệ gần với các ngôn ngữ như tiếng Ilocano, tiếng Bikol, các ngôn ngữ Visayas, tiếng Kapampangan và tiếng Pangasinan. Mối quan hệ này xa hơn với các ngôn ngữ Nam Đảo khác, như các ngôn ngữ Formosa, tiếng Indonesia và tiếng Malaysia, tiếng Hawaii, tiếng Malagasy và tiếng Māori.

## Unicode
| Bảng Unicode Tagalog Official Unicode Consortium code chart: Tagalog (Baybayin) Version 13.0 |   |   |   |   |   |   |   |   |   |   |   |   |   |   |   |   |
|                                                                                              | 0 | 1 | 2 | 3 | 4 | 5 | 6 | 7 | 8 | 9 | A | B | C | D | E | F |
| U+170x                                                                                       | ᜀ | ᜁ | ᜂ | ᜃ | ᜄ | ᜅ | ᜆ | ᜇ | ᜈ | ᜉ | ᜊ | ᜋ | ᜌ |   | ᜎ | ᜏ |
| U+171x                                                                                       | ᜐ | ᜑ | ᜒ  | ᜓ  | ᜔  |   |   |   |   |   |   |   |   |   |   |   |